# Podatelna
Podatelna je specializovaná nebytová místnost resp, úřadovna, která slouží úřadu, veřejné či státní instituci pro vnější písemný styk jak s veřejností, tak i s jinými společenskými institucemi (firmy, školy, úřady, spolky atd. apod.). Pro tento účel bývá podatelna umístěna na snadno přístupném
místě obvykle v přízemí (v nultém podlaží) budovy. Na podkladě platných právních norem pak vnitřními řády, interními předpisy a směrnicemi bývá upraven její faktický provoz, kdy zejména pro nejširší občanskou veřejnost mívá podatelna stanoveny závazné úřední hodiny. V podatelně lze v úředních hodinách osobně prokazatelně podat resp. předat příslušné písemnosti - například u soudu lze v podatelně osobně zákonem předepsaným způsobem podat kupříkladu žalobu nebo i jiné písemné dokumenty vztahující se k činnosti příslušného soudu atd.
Podatelny pak také obvykle slouží jakožto poštovní oddělení, neboť mívají v popisu své činnosti také příjem a odesílání veškeré běžné pošty s tím, že doporučené zásilky a balíky zde obvykle podléhají předepsané písemné evidenci.